# マリアン・チャブラヤ
マリアン・チャブラヤ（Marijan Čabraja 、1997年2月25日 - ）は、クロアチア・プーラ出身のプロサッカー選手。ハイバーニアンFC所属。ポジションは、ミッドフィールダー（ウイング）。

## クラブ歴
2018年8月11日、インテル・ザプレシッチ戦でクロアチア・ファースト・フットボールリーグデビューを果たした。
2021年2月1日、NKディナモ・ザグレブと契約した。

## 代表歴
UEFA U-19欧州選手権2016にU-19クロアチア代表として出場した。